# ウリセス・ダビラ
ウリセス・アレハンドロ・ダビラ・プラセンシア（スペイン語: Ulises Alejandro Dávila Plascencia, 1991年4月13日 - ）は、メキシコ・グアダラハラ出身のサッカー選手。ポジションはMF。

## 経歴
メキシコのCDグアダラハラでプロキャリアをスタートさせ、2009年8月29日、CFパチューカ戦でデビューを果たした。
2011年8月27日、イングランドのチェルシーFCに5年契約で移籍した。チェルシーの初のメキシコ人選手となった。8月30日、オランダのフィテッセにレンタル移籍した。9月17日、ローダJC戦でデビューした。
2012年7月、CEサバデルにレンタル移籍。

## 代表歴
メキシコ代表として2011年にCONCACAF U-20選手権に出場し4ゴールを決め優勝に貢献した。トゥーロン国際大会では2ゴールを挙げた。2011 FIFA U-20ワールドカップでは1ゴールを記録した。A代表としてコパ・アメリカ2011メンバーにも選ばれたが出番はなく、デビューにはいたらなかった。